# 어린 에욜프

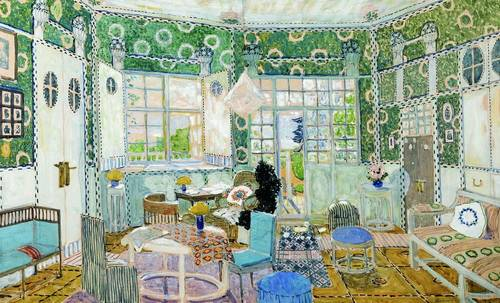
희곡을 위한 1907년 프로덕션용 세트 디자인

어린 에욜프(Lille Eyolf)는 노르웨이의 극작가 헨리크 입센의 1894년 희곡이다. 페미니즘 극의 시초가 된 ＜인형의 집＞ 이후 거칠고 사실적인 사회 비판 드라마를 선보이던 입센은 〈들오리〉를 기점으로 새로운 스타일을 시도했다. 〈어린 에욜프〉는 입센 후기 산문 희곡 열두 편 중 비교적 덜 알려져 있지만 이런 극작 스타일 변화를 보여 준다는 점에서 중요하다.
이 희곡은 1894년 12월 3일 오전 9시 노르웨이에서 처음 공연되었다.

## 내용
결혼 10년 만에 알메르스가 글쓰기를 빌미로 10주간의 도보 여행길에 올랐다. 아내와 아들 곁을 떠나 밖에서 그렇게 오랜 시간을 보낸 건 이번이 처음이었다. 산을 유난히 좋아하는 그는 거대한 빙퇴석 사이에서 무한한 고독을 만끽하고, 일출과 산봉우리 그리고 밤하늘의 별들과 영혼의 교감을 하는 가운데 거대한 호수의 황량한 기슭에 도달한다. 호수를 건너려 하지만 거기엔 사람도 배도 없다. 어쩔 수 없이 산기슭을 따라 우회하기로 한다. 그러다 이내 길을 잃고 만다. 그리고 어느 순간 죽음이 길동무처럼 자신과 동행하고 있음을 느낀다. 그렇게 밤새 산길을 헤매다 새벽이 되어 마침내 호수 반대쪽 기슭에 안전하게 도착한다. 그가 겪은 일은 사실상 고대의 원형적 꿈과 같은 것으로 중대한 결정, 새로운 삶의 차원으로 이행, 자아의 영적 죽음, 그리고 재생과 부활을 상징하는 사건이었다. 그런 그가 덧없는 열정에서 벗어나 책임과 희망에 대한 새로운 포부를 안고 집으로 돌아온다. 그리고 여기서 드라마가 시작된다.
입센은 〈어린 에욜프〉를 탈고하도고 두 달이 지나서야 원고를 출판사에 보냈다. 그사이 〈어린 에욜프〉는 대대적인 수정을 거쳤다. 연극 평론가이자 입센 번역가인 윌리엄 아처는 이 수정을 거의 재창작에 가까운 것으로 간주한다. 애초엔 그저 ‘평범한 아이’에 대한 ‘평범한 아내’의 질투를 탐구하는 내용이던 것이 수정 이후 복합적인 인간 심리에 기반한 복잡한 사건으로 진화했기 때문이다. 궁극적으로 희곡의 근간을 이루는 ‘공포’와 ‘고양’의 정서 역시 입센이 원고를 출판사에 보내기 직전, 마지막 순간에 구현한 감정이라 할 수 있다. 〈어린 에욜프〉는 입센 극작술의 한 전형으로서 학계와 비평계에서 활발하게 논의되는 것에 비하면 무대화 사례는 적은 편이다. 그런 이유로 오히려 합리적인 해석과 과감한 실험을 가능케 한다. 오늘날 다양한 시도로 미학적 잠재력을 입증하는 공연이 무대에 오르고 있으며 텔레비전 드라마와 영화로도 각색되었다.

## 같이 보기
- 하멜른의 피리 부는 사나이